# グランド・プリズマティック・スプリング

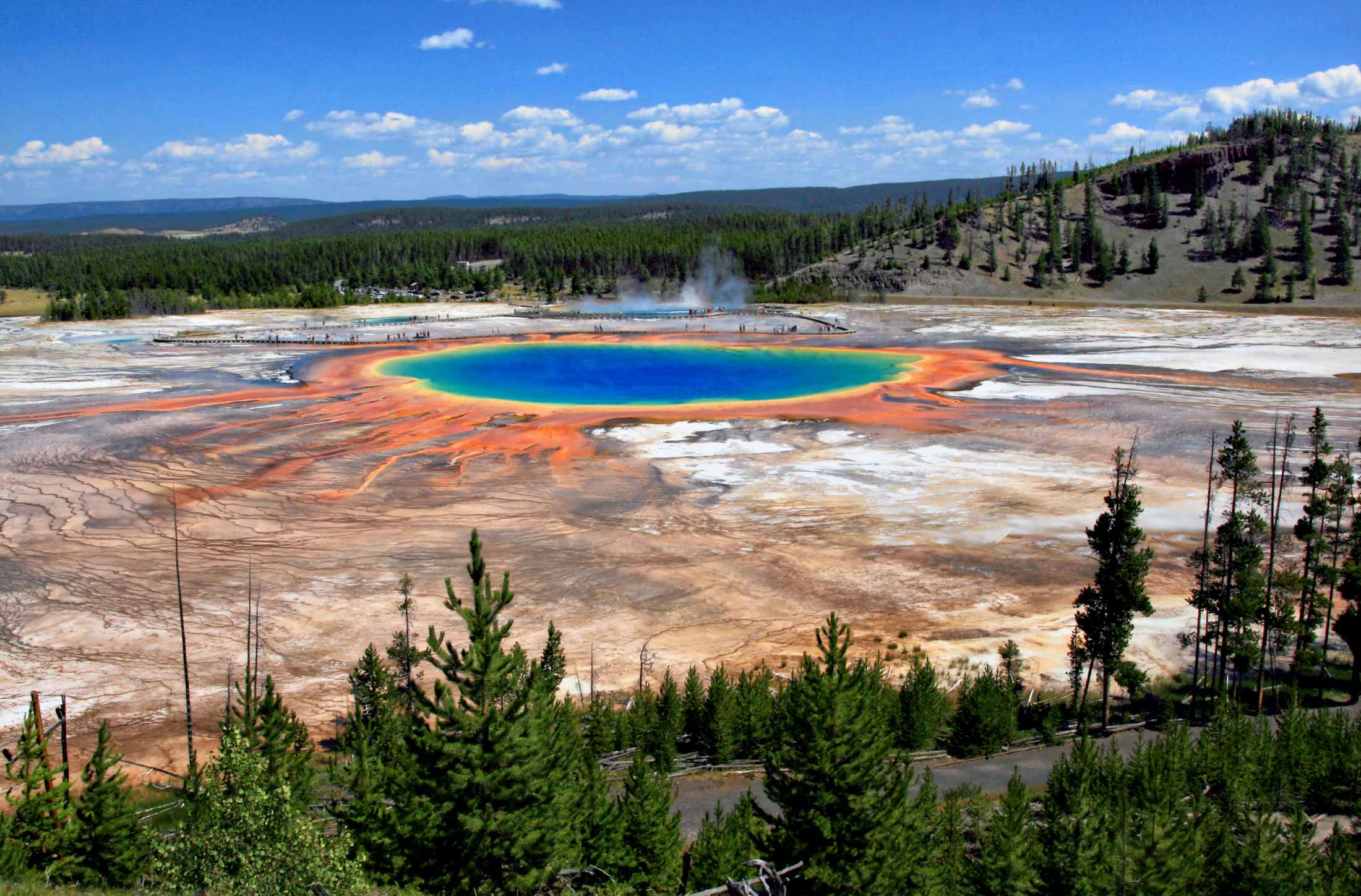
上空からのグランド・プリズマティック・スプリング

グランド・プリズマティック・スプリング（Grand Prismatic Spring）は、アメリカ合衆国イエローストーン国立公園ミッドウェイ間欠泉地域に存在し、行政区画的にはワイオミング州ティトン郡に位置する同国最大の熱水泉であり、世界的にもニュージーランドのフライング・パン・レイク、ドミニカ国のボイリング・レイクに次いで第3位の規模である。
グランド・プリズマティック・スプリングは1871年に行われたハイデン地質調査において地質学者が注目し、その印象的な色彩から命名された。その色彩には青、緑、黄、オレンジ、金、赤及び茶が含まれ、光学プリズムによる白色光から虹色への分散を思い起こさせる。

## 歴史
この泉に関する初めの記録は初期ヨーロッパ人探検家および測量士によるものである。1839年、アメリカン毛皮会社(American Fur Company)の毛皮獲得のために罠を仕掛ける一団がミッドウェイ間欠泉地域を横断し、直径90メートルの「沸騰する湖(boiling lake)」との記述を残しているものが、恐らくグランド・プリズマティック・スプリングである。1870年、後にイクセルシア(Excelsior)と名付けられる近くの間欠泉を記録するウォッシュバーン-ラングフォード-ドーン探検隊(Washburn-Langford-Doane Expedition)が泉に訪れている。

## 色彩
泉の鮮明な色彩はミネラル豊富な水の周りに形成されるバクテリアマットの中で着色されるバクテリアによるものである。 バクテリアは、緑から赤までの色を生じ、バクテリアマットの色の量は、カロテノイドに対する葉緑素の割合および他の種よりも、ある種のバクテリアに有利となる水温による。夏にはバクテリアマットはオレンジや赤になる傾向があり、冬は通常濃い緑である。水域中央は極度の高温のため無菌状態である。
水域中央の水の濃い青は、水が行う可視光線からの選択的な赤色波長域の吸収に起因する本質的な水の青によるものである。この効果は全ての大きな水の集まりを青くする原因だが、グランド・プリズマティック・スプリングでは泉の中央における水が高純度で、深さもあるため特に著しい。

## 物理的構造
泉の大きさはおよそ80×90mであり、深さは50mである。この泉は70℃の熱水が毎分2,100リットル湧き出している。
グランド・プリズマティック・スプリングの映像